# Lichosielce (rejon prużański)
Lichosielce (biał. Ліхасельцы; ros. Лихосельцы) – wieś na Białorusi, w obwodzie brzeskim, w rejonie prużańskim, w sielsowiecie Wielkie Sioło, przy drodze republikańskiej P78.
W dwudziestoleciu międzywojennym leżały w Polsce, w województwie poleskim, w powiecie prużańskim. 